# KIN (携帯電話)
KIN（キン）は、マイクロソフトとシャープが共同開発し、2010年5月より販売を開始したスマートフォンのシリーズ。
アメリカ合衆国では2010年5月に発売されており、ベライゾン・ワイヤレスの携帯電話網で利用可能。ヨーロッパではイギリス・ドイツ・イタリア・スペインで秋頃からの販売が予定されており、ボーダフォン網での利用に対応するとされていた。しかし、6月30日にヨーロッパ展開を中止し、開発チームはWindows Phone 7に統合すると発表された。ただし、アメリカでは、引き続き現行モデルの販売は継続されるとしている。

## 概要
KINの最大の売りは「ソーシャル・ネットワーキング・サービス（SNS）の利用に特化したユーザインタフェースを備えている」ことである。「KIN Loop」と呼ばれる待ち受け画面には、facebookやMySpace・twitterなどのサービスから自動的に情報を収集・表示する機能があり、またそれらのサービスに容易にアクセスすることができるとされている。
またクラウドコンピューティングの技術も活用しており、「KIN Studio」と呼ばれるクラウドサービスでは、ユーザの携帯電話のメール・通話履歴・写真・動画などが自動的にバックアップされることになっており、マイクロソフトでは「容量不足は絶対に起こらない」としている。また「KIN Studio」でクラウド側に保存されたデータは自動的に整理され、PC等からアクセスすることも可能。
この他、同じマイクロソフトのZuneの技術を利用した各種音楽サービスなども提供される予定だった。

## スペック
当初は「KIN ONE」と「KIN TWO」の2機種が提供される。KIN ONEは片手操作、KIN TWOは両手操作を想定したモデルとなっている。
通信方式はBluetooth 2.1及びIEEE 802.11b/gに対応するほか、米国モデルではCDMA2000 1x EV-DO Rev.Aに、欧州モデルではW-CDMAにそれぞれ対応する。
|                | KIN ONE                                           | KIN TWO                                           |
| -------------- | ------------------------------------------------- | ------------------------------------------------- |
| 寸法           | 67.7 x 84.15 x 18.75mm                            | 111.06 x 60.05 x 15.6mm                           |
| 画面サイズ     | 2.6型QVGA液晶                                     | 3.4型HVGA液晶                                     |
| カメラ画素数   | 約500万画素                                       | 約800万画素                                       |
| 内蔵メモリ     | 約4GB                                             | 約8GB                                             |
| 内蔵スピーカー | モノラル                                          | ステレオ                                          |
| その他         | 静電式タッチスクリーン、QWERTYキー、GPS、FMラジオ | 静電式タッチスクリーン、QWERTYキー、GPS、FMラジオ |